# Alessandro Bianchi (Politiker)

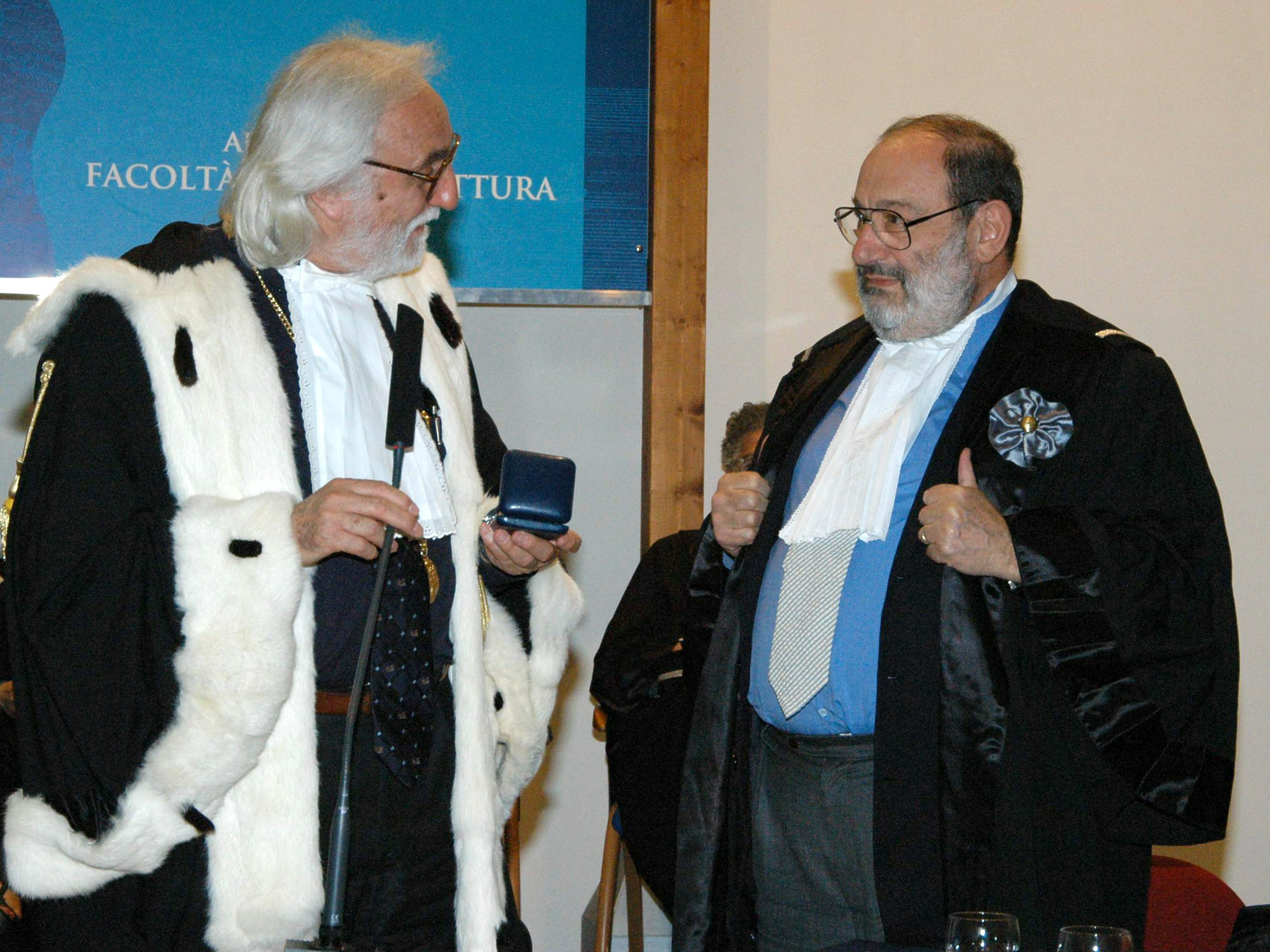
Alessandro Bianchi (links) zusammen mit Umberto Eco

Alessandro Bianchi (* 28. Januar 1945 in Rom) ist ein italienischer Politiker und Autor. Vom 17. Mai 2006 bis zum 8. Mai 2008 war er Verkehrsminister im zweiten Kabinett von Romano Prodi.
Bianchi studierte an der römischen Universität La Sapienza Ingenieurwissenschaften. Nach seinem erfolgreichen Studienabschluss wurde er Hochschullehrer. Seit 1999 ist er Rektor der Universität Reggio Calabria. Er veröffentlichte mehrere Fachbücher.
Bianchi ist Mitglied des Partito dei Comunisti Italiani (PdCI), einer kleinen kommunistischen Partei. Zuvor hatte er über Jahre der PCI angehört.

## Werke (Auswahl)
- Analisi dello sviluppo urbano nazionale e delle sue interdipendenze con il sistema dei trasporti, Area dello Stretto di Messina (Progetto Finalizzato Trasporti C.N.R., 1982-86)
- Rapporto annuale sulla situazione economica e territoriale del Lazio, (IRSPEL, 1985-87)
- Problemi e prospettive dell'assetto urbano e territoriale nelle regioni meridionali, (SVIMEZ, 1986-88)
- Atlante informatizzato dei beni architettonici e ambientali della Calabria, (Ministero B.C.A.,1989-1991)
- Mappa del rischio ambientale della Calabria, (CNR, 1991-'92)
- Le nuove forme del piano, (MURST 40%,1994, resp.locale)
- Le città del mediterraneo, (CNR, 2001, resp.nazionale)

| Personendaten    | Personendaten                              |
| ---------------- | ------------------------------------------ |
| NAME             | Bianchi, Alessandro                        |
| KURZBESCHREIBUNG | italienischer Hochschullehrer und Minister |
| GEBURTSDATUM     | 28. Januar 1945                            |
| GEBURTSORT       | Rom                                        |